# Secretina

La secretina è un ormone peptidico di 27 aminoacidi prodotto dal duodeno dalle cellule S, poste nei primi 25 centimetri dell'intestino tenue, che stimola la secrezione di bile nel fegato e di liquidi alcalini nel pancreas per diminuire l'acidità del succo gastrico proveniente dallo stomaco e di insulina. La secretina abbassa anche la velocità di svuotamento gastrico inibendo la motilità della pompa antrale, mentre stimola la secrezione delle ghiandole intestinali e della pepsina gastrica. L'immissione in circolo di secretina è promossa dal contatto tra le cellule S e il chimo acido, ed è direttamente proporzionale alla quantità di chimo riversata nel duodeno (più ce n'è più cellule S vengono stimolate). Si noti che gli effetti della secretina sono tutti volti all'eliminazione dello stimolo che ne causa la produzione (feedback negativo).